# Raoul du Bouchet
Pour les articles homonymes, voir Bouchet.
Raoul du Bouchet est un noble et militaire breton lié à la famille de Laval.

## Biographie
Ses possessions se situait dans la baronnie de Vitré, ce qui en faisait un vassal d'Anne de Laval. Nommé par Jeanne de Laval-Tinténiac capitaine du château de Meslay, il commande en mai 1429 l'une des compagnies qui accompagnèrent Guy XIV de Laval et André de Lohéac, son frère, devant Orléans. Dans la nuit du 24 au 25 septembre 1429, revenu au comté de Laval, il embusque une petite troupe dans le moulin de Bellaillé à Laval, et à l'ouverture des portes, se jette sur les gardes et participe à la reprise de la ville sur les Anglais.
Le 25 septembre 1429, « par un exploit dont Laval devrait toujours se souvenir », dit l'abbé Angot, avec Raoul du Bouchet, Jean de Champchevrier, Jean de Villiers et une poignée de soldats guidés par le meunier des Trois-Moulins, Jean Fouquet, Bertrand de la Ferrière contribua à la reprise de Laval sur les Anglais.
Il épousa Isabeau de Champchevrier, fille de son compagnon d'armes Jean de Champchevrier. Il reçoit en récompense des privilèges particuliers sur ses terres.
En 1430, il devient membre du conseil du comte de Laval, et dès 1433 fait partie de sa suite. En 1435, il est membre du conseil d'Anne de Laval et perçoit 50 livres par an pour être à son service. Il continue à servir différents membres de la famille de Laval pendant de nombreuses années.

## Source
- « Raoul du Bouchet », dans Alphonse-Victor Angot et Ferdinand Gaugain, Dictionnaire historique, topographique et biographique de la Mayenne, Laval, A. Goupil, 1900-1910 [détail des éditions] (BNF 34106789, présentation en ligne), t. I, p. 341 ;
- Privilèges accordés à Raoul, seigneur du Boschet, par Jehanne de Laval, douairière de Vitré, Bulletin et Mémoires de la société d'archéologie d'Ille-et-Vilaine, 22, 1893, p. 287-290.